# Isaie Biton Koulibaly
Pour les articles homonymes, voir Koulibaly.
Isaie Biton Koulibaly est un romancier et nouvelliste ivoirien né le 7 juin 1949 à Abidjan-Treichville (Côte d'Ivoire) et mort dans la même ville le 10 novembre 2021.
Il est spécialisé dans la littérature de genre (fantastique, romance, etc.) et un des auteurs les plus lus en Côte d'Ivoire.

## Biographie
Isaie Biton Koulibaly fait ses études primaires et secondaires à Abidjan et ses études universitaires à l'université d'Abidjan⁣.
Il obtient un diplôme de l'école de rédaction de Paris. Il est par ailleurs le correspondant permanent du magazine international féminin Amina depuis plus de quinze ans.
Isaie Biton Koulibaly obtient en 2002 le prix Nyonda pour son roman Merci l'artiste, honorant le père du théâtre gabonais Vincent de Paul Nyonda, le grand prix ivoirien des lettres en 2005 avec Puissance des lettres, le prix Yambo Ouelogueum en 2008 avec Et pourtant, elle pleurait, etc. Il a été responsable du service littéraire des Nouvelles Éditions ivoiriennes (NEI) pendant plus de trente ans. 
Le 13 janvier 2005, Isaie Biton Koulibaly fait valoir ses droits à la retraite. 

### Famille
Isaie Biton Koulibaly est marié et père de trois enfants. 

## Publications

### Littérature enfantine
- 1978 : La Légende de Sadjo, Ceda
- 1979 : Le Destin de Bakary, Ceda

### Nouvelles
- 1978 : Les Deux Amis, Nei
- 1982 : Le Domestique du Président, Vallesse
- 1987 : Ah ! les femmes, Koralivre/Les Classiques ivoiriens
- 1991 : Ah ! les hommes, Koralivre/Les Classiques ivoiriens
- 1991 : L’Immeuble des célibataires, Koralivre/Les Classiques ivoiriens
- 1995 : Encore les femmes, toujours les femmes, (oralivre/ Les classiques ivoiriens
- 1998 : Mon mari est un chauffeur de taxi, Koralivre/Les classiques ivoiriens
- 1999 : Que Dieu protège les femmes, (oralivre/Les classiques ivoiriens
- 2003 : Au nom du désir, Nei
- 2004 : ! Ah, las mujeres… ! , traduction en espagnol de Ah, les femmes, Primerapersona
- 2007 : Le lit est tout le mariage, Frat-Mat éditions
- 2012 : Enchaînée pour l’amour d’un homme, Les Classiques ivoiriens

### Romans
- 1977 : Ma joie en Lui, Nei
- 1989 : Le Sang, l’Amour et la Puissance, L’Harmattan
- 1999 : Sur le chemin de la gloire, Koralivre
- 1999 : Merci l’artiste, Nei, prix Nyonda  2001 des lycées du Gabon
- 2005 : Et pourtant, elle pleurait, Frat-Mat éditions, prix Yambo Ouelogueum 2008
- 2007 : La Bête noire, Frat-Mat éditions, meilleure vente de la Librairie de France groupe 2008
- 2008 : Christine, Les Classiques ivoiriens
- 2013 : Le jour de demain, (Frat-Mat éditions), sous presse[réf. nécessaire][6]
- 2012 : La Parenthèse délicieuse, NEI
- 2012 : Les Désœuvrés du crépuscule, Diasporas noires, édition en ligne

### Études
- 2005 : La Puissance de la lecture, Kaïlcedra, Koralivre/Les classiques ivoiriens, 2006, grand prix ivoirien des lettres
- 2006 : Comment aimer un homme africain, Koralivre/Les classiques ivoiriens
- 2006 : Comment aimer une femme africaine, Koralivre/Les classiques ivoiriens

### Chroniques
- 2011 : Savoir aimer, Go Magazine,  3e prix Librairie de France Groupe 2011,
- Littérature sentimentale Adoras (sous le pseudonyme de B. Williams)
- 2011 : Sugar daddy, une jeune fille aime un tonton, Nei
- Tu seras mon épouse, Nei

### Préface d’ouvrages
- La communication rapproche les hommes, concours graine d’écrivain Orange
- Mari-Constance Komara, Pouvoir de femme
- Oumou Armand Diarra, Plumes de femmes, une écriture en effervescence
- Sébastien Zahiri Ziki, Regards sur la crise ivoirienne à la lumière de Dieu, tome 2
- Anzata Ouattara, Les Coups de la vie
- Carlos Guédé Gou, Jo Bleck
- Awaba, Affres, hics d'aujourd'hui, NEI/CEDA

### Documentation
- (en) Cyril K. Daddieh, « Koulibaly, Isaie Biton », dans Historical Dictionary of Cote d'Ivoire (The Ivory Coast), Lanham, Rowman & Littlefield, 2016, 716 p. (ISBN 9780810873896, lire en ligne), p. 335-336
- David K. N'goran, « Le « phénomène Isaïe Biton » en Côte d'Ivoire ou les dernières lignes d'un champ littéraire national », French Studies in Southern Africa, Association for French Studies in Southern Africa, vol. 2014, no 2 (spécial),‎ janvier 2014, p. 168-189 (ISSN 0259-0247, lire en ligne)